# Åsö sjukhus

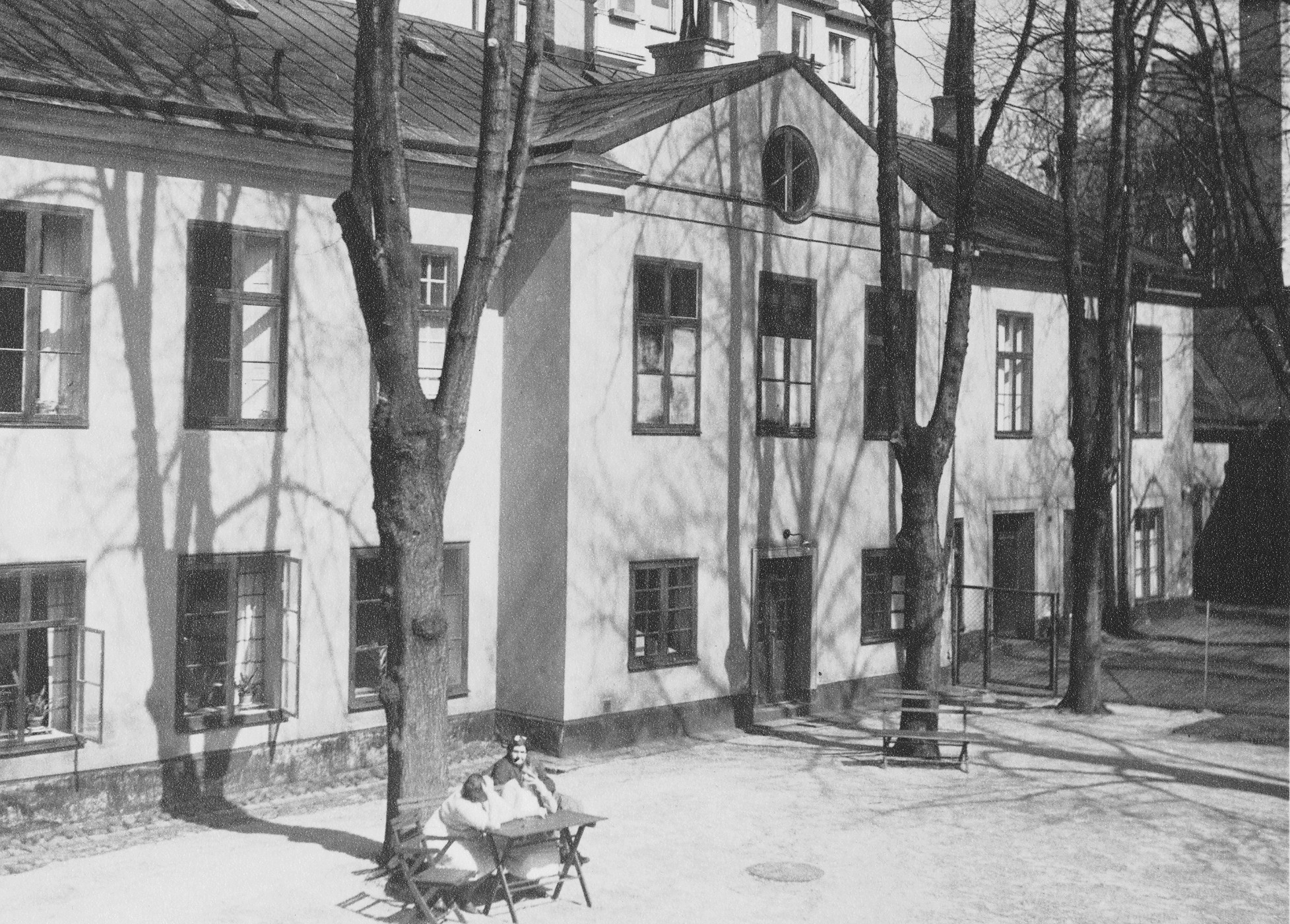
Vårdhemmet Åsögatan, 1950.

Åsö sjukhus var ett sjukhus och en vårdanläggning för äldre på Södermalm i Stockholm. Sjukhuset låg i kvarteret Oron vilket omgärdas av Åsö-, Södermanna-, Kocks- och Nytorgsgatorna. 

## Historik

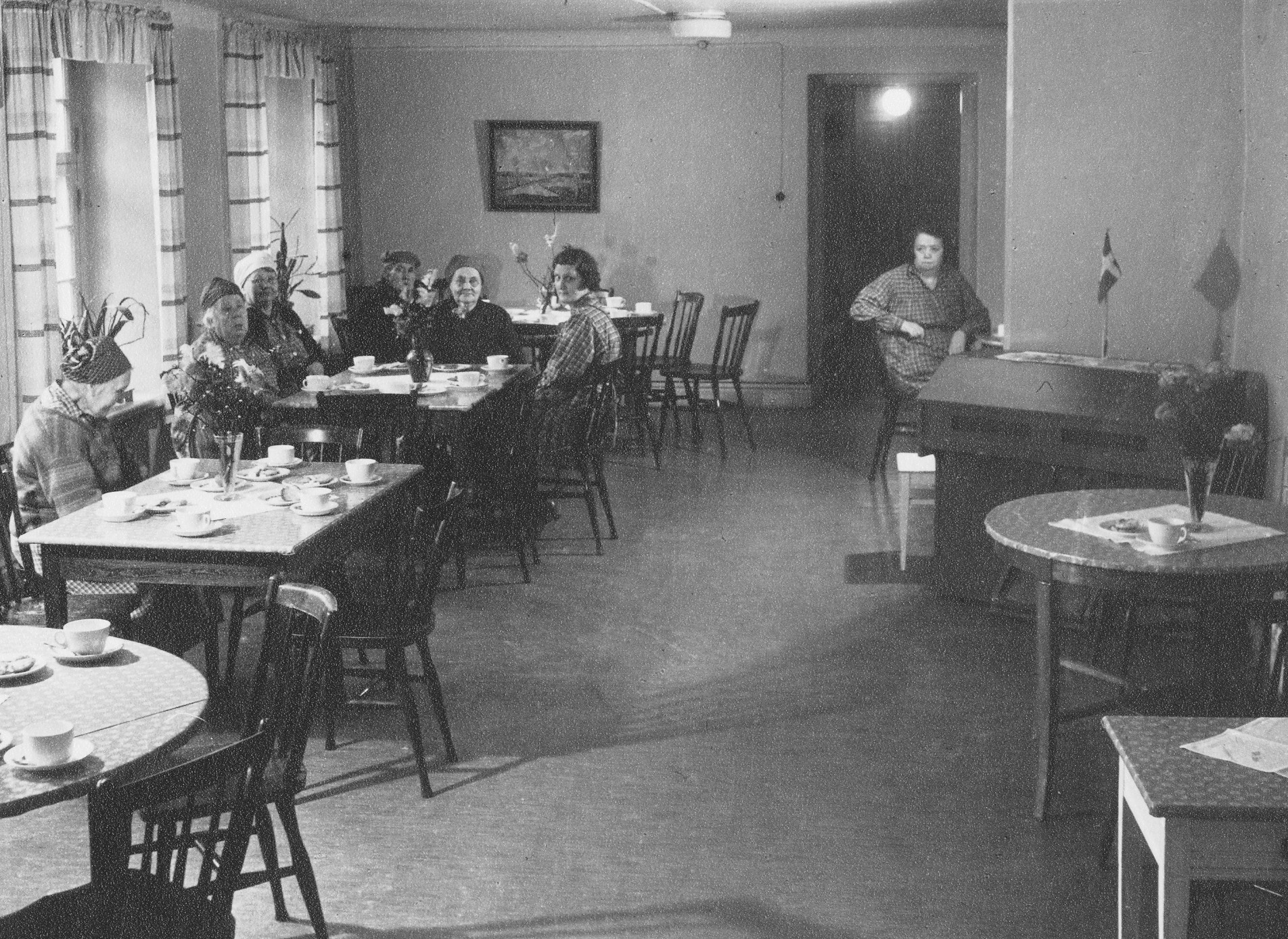
Vårdhemmet Åsögatan, matsalen, 1950.

Åsö sjukhus öppnades den 13 februari 1903 i en byggnad från 1840. Före 1926 kallades sjukhuset Provisoriska sjukhuset. Åsö sjukhus upphörde som medicinskt lasarett 31 december 1943 och patienterna överfördes till det nyuppförda Södersjukhuset. I samma veva sammanslogs Åsö med Stigbergets sjukhus till Stigberget-Åsö sjukhus som fram till nedläggningen 1975 användes för långvård.
Sjukhusbyggnaden revs i slutet av 1970-talet och på dess plats finns idag Axel Landquists park, namngiven efter Axel Landquist som var kyrkoherde i Katarina församling mellan 1881 och 1930. Vissa av träden i parken står ännu kvar sedan sjukhusets tid.